# 장영주

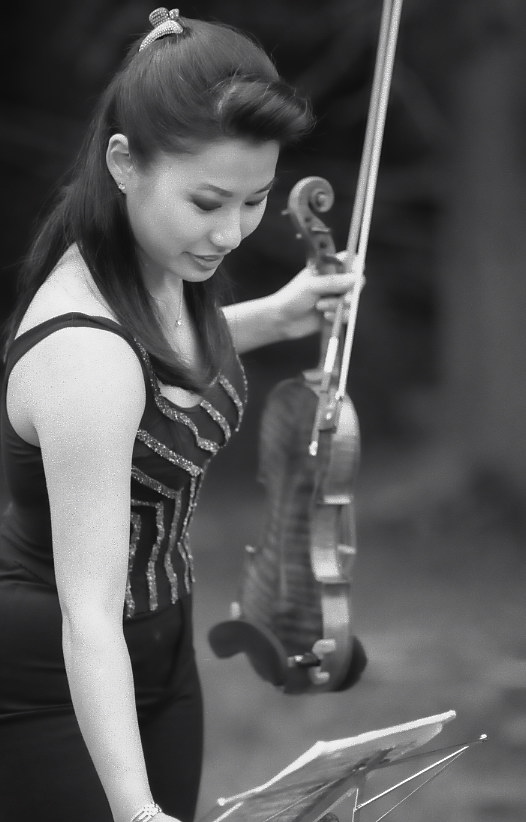
음악회 전의 장영주

장영주(張永宙, Sarah Chang, 사라 장; 1980년 12월 10일 ~ )는 한국계 미국인으로, 고전음악 바이올리니스트이다. 종교는 천주교이며, 세례명은 '사라'이다. '사라 장'이라는 영문명은 세례명을 이름으로 한 것이다. 현재 세계적으로 가장 재능 있는 고전 음악 연주자 중 하나로 평가받고 있다.

## 유년기
장영주는 미국 펜실베이니아의 필라델피아에서 출생하였다. 아버지 장민수는 바이올리니스트이자 음악 교사이며 어머니는 작곡가였다. 이들은 1979년 한국을 떠나 미국으로 이주했다. 이주 후 장민수는 템플 대학교에서 음악 공부를 계속했으며 어머니는 펜실베이니아 대학교에서 작곡 강좌를 수강하였다. 장영주는 "한 번도 실제 한국에서 살아 본 적은 없지만, 한국에 뿌리가 있다는 느낌이 강하게 든다"고 말한 바 있다. 그녀는 일곱 살 터울의 남동생, 마이클이 있다. 1998년 PBS와 가진 인터뷰에서 장영주는 남동생의 이름이 유명한 중국계 테니스 선수 마이클 창과 똑같아서 사람들이 착각을 하곤 한다고 한 바 있다. 장영주의 아버지는 이후 다시 한국으로 돌아가 정착했고, 그녀의 남동생 마이클은 2010년 미국 프린스턴 대학교를 졸업했다.
장영주는 6세가 되던 1987년, 막스 브루흐의 바이올린 협주곡 1번 사단조로 오디션을 치르고 줄리어드 학교에 합격하였다. 이후 그녀는 주말에 뉴욕을 방문하여 줄리어드에서 음악 수업을 받았다. 1989년부터 장영주는 도로시 딜레이로부터 배우기 시작했다. 도로시 딜레이는 장영주의 아버지를 한 때 가르치기도 했다. 역시 도로시 딜레이의 제자 중 한 명이며 줄리어드의 바이올린 교수인 강효 역시 장영주를 가르쳤다.
장영주의 모국어는 영어이며, 한국어와 독일어에도 능통하다.
1999년 뉴저지에서 고등학교를 졸업한 장영주는 줄리어드로 돌아와 도로시 딜레이의 지도하에 대학교 과정을 이수하였다.

## 연주 경력

### 초기 경력
장영주는 3세 때 어머니로부터 피아노 교육을 받기 시작했다. 4세 때는 16분의 1 사이즈 바이올린을 선물로 받고 바이올린을 배우기 시작했으며, 9세 때 주빈 메타가 지휘하는 뉴욕 필하모닉 오케스트라, 리카르도 무티가 지휘하는 필라델피아 오케스트라와 협연하였다. 이후 이 지휘자와 교향악단은 장영주와 지속적인 협력 관계를 맺어왔다.
1991년 10세가 되던 해, 장영주는 EMI 클래식스 레이블로 데뷔 앨범 Debut를 녹음하였다. 이 앨범은 1992년 8월 18일 발매되었으며 곧바로 빌보드 클래식 차트의 상위권에 랭크되었다. 이후 장영주는 국제적 성공 가도를 달리면서, 한 해 150회 이상의 연주회를 갖는 연주자가 되었다.

### 2002-2005
2002년 장영주는 조선민주주의인민공화국 평양에서 연주하였다. 이 경험에 대하여 그녀는 다음과 같이 회상한 바 있다. "객석은 전부 정부 관료들로 채워졌어요. 모든 자리가요. 전석 초대인 공연이었지만, 정말 대단한 경험이었어요. 약간 무섭기도 했지만 또 동시에 신나는 일이었다고 할까요. 전 정말 제가 운이 좋은 사람이구나, 느꼈어요. 음악가로 사는 게 정말 축복으로 느껴졌고, 또 한편 음악이야말로 유일무이한 보편어라는 사실을 진심으로 느낄 수 있었죠."
2004년 장영주는 뉴욕에서 올림픽 성화를 봉송했다. 2005년 예일 대학교는 스프라그 홀에 장영주의 이름을 딴 자리를 마련하였다. 장영주는 이 해 여름 베를린 필하모니에서 베를린 필하모닉 오케스트라와 로열 콘서트헤보우 오케스트라의 멤버들과 함께 현악 육중주 곡들을 연주하는 콘서트를 개최하였다.

### 2007년 이후
2007년 4월 7일 장영주는 영국 출신 피아니스트 애슐리 웨스와 함께 카네기 홀에서 연주회를 열었으며, 2007-2008 시즌 동안에는 에사페카 살로넨이 지휘하는 LA 필하모닉 오케스트라와 함께 월트 디즈니 콘서트 홀과 할리우드 볼에서 콘서트를 열었다. 2009년 5월부터 2010년 6월에 걸쳐 장영주는 피아니스트 앤드류 폰 오이엔과 함께 유럽, 북미, 아시아 순회 연주회를 열었다. 2010년 2월 12일에는 런던의 바비칸 홀에서 리사이틀을 열었으며 같은 해 3월에는 남가주 대학교에서 브루흐의 바이올린 협주곡 1번을 연주하였다. 2010년 8월에는 할리우드 볼에서 공연하였다.

## 평가
예후디 메누힌은 그녀를 "내가 지금껏 들어 본 이중 가장 대단한, 가장 완벽한, 가장 이상적인 바이올리니스트다"라고 평가했다.

## 수상 경력
- Avery Fisher Career Grant (1992년)
- Gramophone Magazine 올해의 젊은 예술가 (Young Artist of the Year) (1993년)
- International Classical Music Awards 올해의 신인 (Newcomer of the Year) (1994년)
- Avery Fisher Prize (1999년)
- Hollywood Bowl's Hall of Fame (2004년)